# Vieux Objets
Vieux Objets est une nouvelle de Guy de Maupassant, parue en 1882.

## Historique
Vieux Objets est initialement publiée dans la revue Gil Blas du 29 mars 1882, sous le pseudonyme de Maufrigneuse, puis dans le recueil posthume Le Père Milon en 1899.

## Résumé
Adélaïde, une vieille femme vivant seule dans sa maison, écrit à Colette, une amie d’enfance. Son fils habite Paris, sa fille à l’autre bout de la France. Seule la plupart du temps, elle lui décrit sa notion du bonheur, l’attente heureuse, les souvenirs remémorés des instants heureux, et pour retrouver ses vieux souvenirs, elle va dans sa pièce aux vieux objets ou chaque bibelot lui rappelle une personne ou un moment de sa vie et de finir en citant Sainte-Beuve : « Naître, vivre et mourir dans la même maison! ».

## Extraits
- « Sais-tu pourquoi nous sommes malheureuses si souvent, nous autres femmes ? C’est qu’on nous apprend dans notre jeunesse à trop croire au bonheur ! Nous ne sommes jamais élevées avec l’idée de combattre, de lutter, de souffrir. Et, au premier choc, notre cœur se brise……Le Bonheur c’est l’attente heureuse. »

## Édition française
- Vieux Objets, dans Maupassant, Contes et Nouvelles, texte établi et annoté par Louis Forestier, éditions Gallimard, Bibliothèque de la Pléiade, 1974  (ISBN 978 2 07 010805 3).